# World Series 1964
Le World Series 1964 sono state la 61ª edizione della serie di finale della Major League Baseball al meglio delle sette partite tra i campioni della National League (NL) 1964, i St. Louis Cardinals, e quelli della American League (AL), i New York Yankees. A vincere il loro settimo titolo furono i Cardinals per quattro gare a tre.
In un'improbabile girandola di eventi, gli Yankees licenziarono il manager Yogi Berra alla fine della serie, sostituendolo con Johnny Keane, che si era dimesso da quel ruolo coi Cardinals anche'egli alla fine della serie. In precedenza il suo lavoro era stato messo in discussione dalla dirigenza dei Cardinals ma era riuscito a conservarlo con l'inattesa vittoria del pennant da parte di St. Louis.
Questo pennant per gli Yankees concluse una serie di 15 apparizioni alle World Series in 18 anni. Tra il 1921 e 1964, la squadra aveva vinto 29 titoli dell'American League in 44 anni.

## Sommario
St. Louis ha vinto la serie, 4-3.
| Gara | Data       | Risultato                                                 | Stadio         | Tempo | Pubblico |
| ---- | ---------- | --------------------------------------------------------- | -------------- | ----- | -------- |
| 1    | 7 ottobre  | New York Yankees – 5, St. Louis Cardinals – 9             | Busch Stadium  | 2:42  | 30.805   |
| 2    | 8 ottobre  | New York Yankees – 8, St. Louis Cardinals – 3             | Busch Stadium  | 2:29  | 30.805   |
| 3    | 10 ottobre | St. Louis Cardinals – 1, New York Yankees – 2             | Yankee Stadium | 2:16  | 67.101   |
| 4    | 11 ottobre | St. Louis Cardinals – 4, New York Yankees – 3             | Yankee Stadium | 2:18  | 66.312   |
| 5    | 12 ottobre | St. Louis Cardinals – 5, New York Yankees – 2 (10 inning) | Yankee Stadium | 2:37  | 65.633   |
| 6    | 14 ottobre | New York Yankees – 8, St. Louis Cardinals – 3             | Busch Stadium  | 2:37  | 30.805   |
| 7    | 15 ottobre | New York Yankees – 5, St. Louis Cardinals – 7             | Busch Stadium  | 2:40  | 30.346   |

## Hall of Famer coinvolti
- Cardinals: Lou Brock, Bob Gibson
- Yankees: Yogi Berra, Whitey Ford, Mickey Mantle